# Kurt Schmengler
Kurt Schmengler (* 1. Mai 1919 in Neuwied; † 4. Mai 1998 in Mainz) war ein deutscher Schauspieler.

## Leben
Kurt Schmengler begann an der Schauspielschule in Bremen zu studieren, bis er 1942 als Marineschreiber bei der 27. U – Boot Flottille auf einem Minensuchboot in Gotenhafen kommandiert wurde. Seinem Gesuch auf Abkommandierung nach Danzig zur Fortsetzung seines Schauspielstudiums wurde stattgegeben und er konnte dort 1944 die Prüfung ablegen. Anschließend wurde er auf die Nordseeinsel Norderney versetzt, um hier eine Theaterbühne mit aufzubauen. Im Kurtheater Norderney fungierte der Obergefreite Kurt Schmengler als künstlerischer Leiter und hatte hier seine ersten größeren Rollen zu spielen. Er versorgte sein Publikum, nun überwiegend Soldaten, mit Boulevardtheater, das nun jedoch nicht nur zur Unterhaltung beitrug, sondern auch die Kriegsmoral heben sollte. Nach dem Krieg gehörte er zeitweise dem Mainzer Stadttheater, an welchem er 1952, wegen einer Rede auf dem Ersten Deutschen Kulturkongress in Leipzig, gekündigt wurde. Vom  Meininger Theater kam er, wie mehrere seiner dortigen Kollegen, zum Berliner Ensemble. Die Paraderolle in Bertolt Brechts Leben des Galilei führte ihn Mitte der 1970er Jahre wieder an das Norderneyer Kurtheater zurück.

## Filmografie
- 1966: Irrlicht und Feuer (Fernsehfilm, Zweiteiler)
- 1969: Mohr und die Raben von London
- 1971: KLK an PTX – Die Rote Kapelle
- 1972: Die große Reise der Agathe Schweigert (Fernsehfilm)
- 1973: Der Staatsanwalt hat das Wort: Nachteinkäufe (Fernsehreihe)
- 1973: Das unsichtbare Visier (Fernsehserie, Folge 1)
- 1974: Für die Liebe noch zu mager?

## Hörspiele
- 1967: Leonid Leonow: Professor Skutarewski – Regie: Helmut Hellstorff (Hörspiel – Rundfunk der DDR)
- 1967: Rolf Wohlgemuth: Verraten und verkauft – Regie: Peter Groeger (Hörspiel – Rundfunk der DDR)
- 1968: Lew Tolstoi: Krieg und Frieden – Regie: Werner Grunow (Hörspiel, Teil 7 – Rundfunk der DDR)
- 1968: Alexander Lukin/ Dimitri Poljanowski: Mal angenommen, es ist Liebe – Regie: Ingeborg Milster (Kinderhörspiel – Rundfunk der DDR)
- 1968: Erasmus Schöfer: Denkmal Pfeiffer – Regie: Fritz-Ernst Fechner (Hörspiel – Rundfunk der DDR)
- 1968: Maxim Gorki: Pasquarello – Der Redakteur – Regie: Detlef Kurzweg (Kinderhörspiel – Rundfunk der DDR)
- 1969: Eduard Claudius: Vom schweren Anfang – Regie: Horst Liepach (Kinderhörspiel – Rundfunk der DDR)
- 1970: Alexej Sergej: Der Sohn des Riesen (Reviervorsteher) – Regie: Manfred Täubert (Kinderhörspiel – Rundfunk der DDR)
- 1971: Bertolt Brecht: Die Tage der Commune (Offizier der Linie) – Regie: Manfred Wekwerth/Joachim Tenschert (Theaterhörspiel – Litera)